# Île Motuara
L'île Motuara est un îlot des Marlborough Sounds, situé à l'embouchure de la baie de Tōtaranui, au nord-ouest de l'île Arapaoa.
Inhabitée, elle constitue une réserve de faune, notamment pour ses populations endémiques d'oiseaux. Elle a également une importance assez grande dans l'histoire de la Nouvelle-Zélande, car c'est sur cette île que James Cook proclame le 31 janvier 1770 la souveraineté britannique sur l'Île du Sud.

## Situation
L'île Motuara est située dans une région de rias, les Marlborough Sounds, à l'extrémité nord-est de l'Île du Sud. Elle est plus précisément située à l'aval de la baie de Tōtaranui

## Topographie et géologie
L'île mesure 48,7 hectares. Son point culminant se nomme « Cook's cairn » et culmine à 128 mètres d'altitude.
La pointe méridionale extrême de l'île est considérée comme un îlot indépendant, l'île Hippa, sur laquelle est placée le phare de Motuara.

## Faune et flore
Les espèces propres à l'île de Motuara sont notamment le créadion rounoir, la perruche à tête d'or, ainsi que le carpophage de Nouvelle-Zélande, appelé localement kererū, le méliphage tūī, le gérygone de Nouvelle-Zélande et le méliphage carillonneur.

## Histoire
L'île de Motuara est un lieu important pour l'histoire néo-zélandaise. C'est en effet le lieu où, du 15 janvier au 6 février 1770, l'Endeavour de James Cook fait relâche et rencontre la tribu maorie locale. La rencontre est tout d'abord houleuse, quatre wakas encerclant le navire européen et les guerriers lui jetant des pierres. Dans un second temps, toutefois, le chef (« rangatira ») Tupaia est accueilli par Cook à bord du voilier et une relation amicale se construit. À l'époque, le nom de l'île est déformé par Cook en « Motu-ouru »,,.
Surtout, c'est sur Motuara que, le 31 janvier 1770, Cook proclame la souveraineté de George III sur l'Île du Sud. Un monument placé au point culminant de l'île est inauguré le 31 janvier 1920 pour commémorer cette proclamation,.
Au début du XXe siècle, l'île est déboisée et mise en pâture. Par la suite, une régénération de la couverture forestière native est mise en place.

## Protection du site

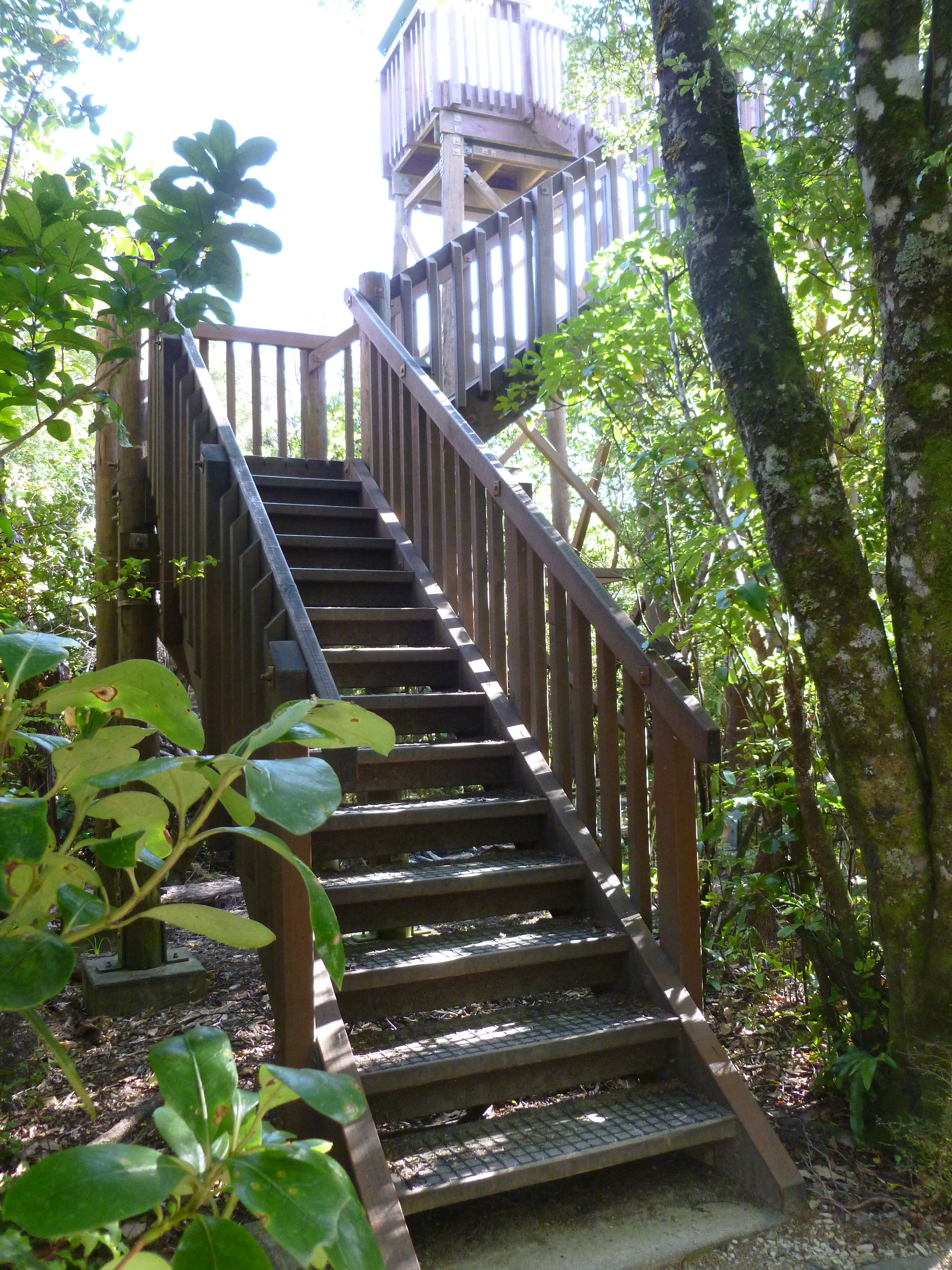
Tour d'observation de la faune située sur l'île.

L'île est entièrement couverte par une réserve de faune protégeant plus particulièrement les oiseaux endémiques de l'île et de la région et permettant leur observation. 
En 2019, Heritage New Zealand inscrit la baie de Ship Cove et l'île de Motuara en tant que sites historiques de catégorie 1 sur la liste Rārangi Kōrero, au titre de la rencontre entre Cook et les Maoris, juste avant le deux cent-cinquantième anniversaire de cette rencontre.